# Bristol (condado de Dane, Wisconsin)
Bristol es un pueblo ubicado en el condado de Dane en el estado estadounidense de Wisconsin. En el Censo de 2010 tenía una población de 3.765 habitantes y una densidad poblacional de 43,1 personas por km².

## Geografía
Bristol se encuentra ubicado en las coordenadas 43°14′39″N 89°10′31″O / 43.24417, -89.17528. Según la Oficina del Censo de los Estados Unidos, Bristol tiene una superficie total de 87.36 km², de la cual 86.75 km² corresponden a tierra firme y (0.69%) 0.61 km² es agua.

## Demografía
Según el censo de 2010, había 3.765 personas residiendo en Bristol. La densidad de población era de 43,1 hab./km². De los 3.765 habitantes, Bristol estaba compuesto por el 95.64% blancos, el 0.69% eran afroamericanos, el 0.24% eran amerindios, el 0.98% eran asiáticos, el 0.05% eran isleños del Pacífico, el 0.8% eran de otras razas y el 1.59% pertenecían a dos o más razas. Del total de la población el 2.42% eran hispanos o latinos de cualquier raza.